# علي هيثم علي عبد الله
علي هيثم علي عبد الله هو سياسي يمني، تولى منصب  وزير العدل ‏ في حكومة معين الصبري منذ 27 نوفمبر 2018.
| المناصب السياسية | المناصب السياسية             | المناصب السياسية      |
| ---------------- | ---------------------------- | --------------------- |
| سبقه             | وزير العدل ‏ 27 نوفمبر 2018 - | تبعه بدر عبده العارضه |